# Gościnko
Gościnko (pronunciación en polaco: /ɡɔɕˈt͡ɕinkɔ/) es un pueblo ubicado en el distrito administrativo de Gmina Karlino, dentro del condado de Białogard, Voivodato de Pomerania Occidental, en el noroeste de Polonia. Se encuentra a unos 12 kilómetros al suroeste de Karlino, a 17 kilómetros al oeste de Białogard, y a 99 kilómetros al noreste de la capital regional Szczecin.